# Gloria Salas de Calderón
Gloria Salas de Calderón (México, siglo XX -19 de julio de 2011) fue una periodista y escritora mexicana que fundó la Asociación Mundial de Mujeres Periodistas y Escritoras (AMMPE).

## Biografía y trayectoria
Su nombre de nacimiento fue Gloria Salas Dodero y estudió en la Escuela Chapultepec. Sus inquietudes periodísticas empezaron en la infancia y ya con 15 años publicó sus primeros cuentos y una obra breve en El Universal. Años más tarde colaboró en las revistas La Mujer de Hoy, Kena y en Mujer de Colombia y también en la página editorial de los periódicos Ovaciones y Novedades, tratando temas sobre política nacional e internacional.
Durante la década de los años 60 en México, las periodistas empezaron a ocupar puestos de dirección en los periódicos y participar tanto en la información general y de fuentes políticas. En el periódico El día, realizaron sus primeras participaciones, mientras en otros periódicos como El Universal, Excélsior o El Nacional fueron pocas las mujeres en tener a su cargo fuentes de información política. Gloria Salas fue una de esas pioneras, así como Ana Cecilia Treviño Bambi, Guadalupe Appendini, Noemí Atamoros, Concepción Solana, Blanca Haro, Isabel de la Mora, Alaíde Foppa, Olga Harmony, Lorenza Martínez Sotomayor, Luz María T. de Hernández, Perla Schwartz, Norma Pastrana, Helen Krauze, Anilú Elías y Raquel Tibol, entre otras.
En 1962, Gloria Salas convocó a un grupo de mujeres para organizar la creación de un periódico con información política y cultural principalmente. Así nació Brecha, una publicación realizada solo por mujeres que cubrían todas las fuentes del periodismo. Una peculiaridad del periódico fue que las notas en primera plana no aparecían firmadas, sino que aparecía un recuadro en la parte inferior izquierda con los nombres de las colaboradoras.
Brecha tuvo dos vertientes editoriales consecuencia de su contexto histórico, siendo por un lado el respaldo a los logros del gobierno de Adolfo López Mateos en su política nacional e internacional, así como el reconocimiento a los avances de las mujeres en los diferentes ámbitos de la sociedad. En este sentido, destacó la diversa participación de mujeres relevantes en diferentes campos, como la historiadora Carmen Millán, la poeta Emma Godoy, la política y educadora María Lavalle Urbina, la periodista Helen Krauze o la cuentista Bella Mischne entre otras, tal como destacan en la investigación realizada por las doctoras Rosa María Valles Ruiz y Gladys Pérez Santiago y titulada Una revolución de papel. Brecha, un periódico hecho por mujeres en la década de los sesenta del siglo XX en México.
Salas dejó expresadas sus intenciones en el primer editorial de Brecha, donde destacó en esa época:
```
 "la mujer de ahora no es insustancial. No es indolente. Capta problemas sociales tanto por intuición como por estudio. Y ayuda a resolverlos con su concurso, con su constante preocupación por ellos".
[
5
]
```

De esee modo presentó los objetivos de la publicación, para dar visibilidad a las aportaciones de las mujeres y su participación activa en la sociedad.
```
"Sirvan estas páginas para ahondar a esa mujer actual. Internémonos con ella en el vericueto de sus historias llenas de fortalezas".
[
5
]
```

### Asociación Mundial de Mujeres Periodistas y Escritoras (AMMPE)
El 15 de mayo de 1969 se convocó un encuentro internacional para mujeres periodistas, siendo más de 400 las asistentes y representando a 37 países. Así fue como Gloria Salas, junto a un grupo de periodistas fundó en México la Asociación Mundial de Mujeres Periodistas y Escritoras (AMMPE). Su objetivo, era dar a conocer la situación de las mujeres periodistas y escritoras de diversas partes del mundo; e intercambiar opiniones, experiencias y conocimientos entre las participantes.
Se realizaron congresos bianuales y posteriormente se fueron creando sucursales en diferentes países. Sus principios se basaron en:
- Garantizar el respeto por los derechos humanos (ONU).
- Promover la equidad de género en todos los ámbitos.
- Promover el acceso igualitario a las nuevas tecnologías de la información y la comunicación.
- Promover la superación profesional de las socias a través de cursos, conferencias y congresos.

Además, promovieron la organización de certámenes periodísticos nacionales y regionales, impulsaron el reconocimiento de personalidades en el área de cumunicación, así como los valores de libertad de expresión y la protección y cuidado del medio ambiente.
La AMMPE fue reconocida por la ONU en 1994 como organización no gubernamental.
A lo largo de su carrera profesional se reconoció el trabajo de Salas por alzar su voz y rechazar el silencio de las mujeres y las periodistas en particular.
Presidió la AMMPE durante 10 años y a partir del IV Congreso celebrado en Corea siguió como presidenta honorario y vitalicia,  participando en los congresos internacionales, recordando siempre en sus intervenciones la importancia de pertenecer a una asociación de carácter mundial y seguir ampliando delegaciones en más países.
La Asociación Mundial de Mujeres Periodistas y Escritoras se refundó en el año 2010 en Argentina.

## Obra y legado
Escribió dos obras literarias: la novela El cerro de los jumiles (1961) que fue llevada al teatro y representada en más de 86 lugares y El parto del león (1967) una novela de ciencia ficción.
Creó una de las primeras bibliotecas con obras de la segunda ola del feminismo y la donó a CIMAC (Comunicación e Información de la Mujer) en 1988.

## Vida personal
En sus años de estudiante conoció en la Escuela de Chapultepec a Manuel Calderón Pezo, con quien se casó años más tarde y de quién tomó su apellido.
Convenció a su marido para fundar en 1952 la empresa Central de maquetas, destinada a proporcionar materiales a escala para estudiantes, profesionales o personas interesadas en la arquitectura, ingeniería y diseño y que pudiesen crear sus propias maquetas.